# Goran Lovre
Goran Lovre (Zagreb, 23. marts 1982) er en fodboldspiller med serbisk baggrund.
Han spillede fra 1991 til 1998 i Partizan Beograd's forskellige ungdomshold og skiftede i 1998 til RSC Anderlecht, hvor han som 20-årig, skrev kontrakt. Han spillede 4 sæsoner for Anderlecht, og var 46 gange på banen, og han spillede 4 Champions League kampe for Anderlecht.
Lovre har ved siden af de 2 landstitler i Belgien, også en sølvmedalje på EM U-21 for det serbiske U-21 hold. Den 12. maj 2006 havde Lovre skrevet et 3-årigt kontrakt med FC Groningen. Han kunne også havde skrevet et 3-årigt kontrakt med RSC Anderlecht men valgte til sidst FC Groningen.